# Đức Hoàn
Đức Hoàn (1937 – 2003) là một nữ đạo diễn, diễn viên điện ảnh Việt Nam. Bà đóng không nhiều vai, nhưng thành công với những vai diễn lớn, đặc biệt với Mỵ trong Vợ chồng A Phủ (1961). Bà còn là một nữ đạo diễn, biên kịch của nhiều bộ phim.

## Cuộc đời và sự nghiệp
Bà tên thật Nguyễn Thị Đức Hoàn, sinh ngày 2 tháng 1 năm 1937 tại Hà Nội. Bà rời gia đình năm 12 tuổi, tham gia cách mạng, trở thành học trò của giáo sư văn Hoàng Như Mai tại liên khu III. Sau khi đi học sư phạm ở Trung Quốc, trở về nước bà xung phong đi bộ đội, gia nhập binh chủng pháo binh. Năm 1954, trong một lần đi phiên dịch cho đoàn chuyên gia Trung Quốc, bà được nhà quay phim Phạm Trọng Quỳ phát hiện là có một khuôn mặt đẹp và đôi mắt mê hồn và được ông khuyên đi theo điện ảnh. Sau đó bà xin vào làm việc ở Xưởng phim truyện Việt Nam và đi học khoá đào tạo diễn viên kịch nói Nhà hát kịch Trung ương. Trong năm 1957 - 1958, khi chuyên gia Liên Xô Vaxiliep sang Việt Nam giảng dạy lớp diễn viên kịch, bà nhanh chóng trở thành một học sinh xuất sắc. Bà trở về Hãng phim truyện Việt Nam với vai trò diễn viên lồng tiếng cho phim nước ngoài.
Năm 1961, bà được đạo diễn Mai Lộc chọn vào vai cô Mỵ trong bộ phim Vợ chồng A Phủ (kịch bản Tô Hoài). Đây là vai diễn đầu tiên cũng là vai diễn xuất sắc nhất của Đức Hoàn kể cả sau này. Với vai diễn này bà đã nhận được Bông sen Bạc tại Liên hoan phim Việt Nam lần thứ hai năm 1973. Những vai diễn tiếp theo của bà tiếp tục gây ấn tượng mạnh như Hoan (Đi bước nữa, đạo diễn Mai Lộc, Trần Vũ, 1964), vợ Đoàn (Bình minh trên rẻo cao, Trần Đắc, Nguyễn Đỗ Ngọc, 1966), Kiều Trinh (Sao tháng Tám, Trần Đắc, 1976), vợ bộ trưởng (Thị trấn yên tĩnh, 1986)... Sau Bình minh trên rẻo cao được đánh giá cao, năm 1975, Đức Hoàn thành công với nhân vật phản diện Kiều Trinh trong Sao tháng Tám. Lúc này mặc dù đã 39 tuổi nhưng bà vẫn giữ được vẻ đẹp như thời trẻ. Trong cuộc đời diễn viên của mình, mặc dù chỉ đóng 4 vai lớn nhưng đã giúp Đức Hoàn trở thành một trong những diễn viên tên tuổi của điện ảnh Việt Nam.
Từ năm 1967 đến 1972, bà theo học lớp đạo diễn điện ảnh Đại học quốc gia Moskva. Sau khi về nước, bà làm đạo diễn, biên kịch cho nhiều bộ phim như Từ một cánh rừng, Hà Nội mùa chim làm tổ, Tình yêu và khoảng cách, Đời mưa gió, Ám ảnh, Khách ở quê ra, Chuyện tình bên dòng sông... Bà đã được Nhà nước phong tặng danh hiệu Nghệ sĩ ưu tú.
Bà qua đời ngày 2 tháng 4 năm 2003 tại Hà Nội, hưởng thọ 66 tuổi. Chồng bà là đạo diễn, Nghệ sĩ Nhân dân Trần Vũ. Một người con gái của hai ông bà cũng theo nghiệp điện ảnh, là đạo diễn hoạt hình, Nghệ sĩ nhân dân Phương Hoa.

## Phim tham gia diễn viên
- Điện Biên Phủ (1992)
- Thị Trấn Yên Tĩnh (1986)
- Sao Tháng Tám (1976)
- Bình minh trên rẻo cao (1966)
- Đi bước nữa (1963)
- Vợ chồng A Phủ (1961)

## Những phim thực hiện.
- Nỗi đau thầm lặng (1995)
- Khách ở quê ra (1993)
- Chuyện tình bên dòng sông (1991)
- Đời mưa gió (1989)
- Ám ảnh (1988)
- Tình yêu và khoảng cách (1984)
- Hà Nội mùa chim làm tổ (1978)
- Từ một cánh rừng (1978)